# Тлусьцец
Тлусьцец (пол. Tłuściec) — деревня в Бяльском повете Люблинского воеводства Польши. Входит в состав гмины Мендзыжец-Подляски. По данным переписи 2011 года, в деревне проживало 464 человека.

## География
Деревня расположена на востоке Польши, на расстоянии приблизительно 28 километров к западу от города Бяла-Подляска, административного центра повета. Абсолютная высота — 156 метров над уровнем моря. Через населённый пункт проходит национальная автодорога 2.

## История
По данным на 1827 год имелось 73 двора и проживало 390 человек. Согласно «Справочной книжке Седлецкой губернии на 1875 год» деревня являлась административным центром гмины Тлусцец Радинского уезда Седлецкой губернии.
В 1975—1998 годах деревня входила в состав Бяльскоподляского воеводства.

## Население
Демографическая структура по состоянию на 31 марта 2011 года:
|         | Всего | До трудоспособного возраста | Трудоспособного возраста | Старше трудоспособного возраста |
| ------- | ----- | --------------------------- | ------------------------ | ------------------------------- |
| Мужчины | 218   | 49                          | 146                      | 23                              |
| Женщины | 246   | 68                          | 130                      | 48                              |
| Всего   | 464   | 117                         | 276                      | 71                              |